# Loulou Robert
Pour les articles homonymes, voir Robert.
Loulou Robert, née le 11 décembre 1992 à Metz, est une mannequin et écrivaine française.

## Biographie
Fille du journaliste et écrivain Denis Robert, Loulou Robert commence sa carrière de mannequin à 18 ans. Elle pose dans les magazines V et dans Muse puis fait plusieurs campagnes pour les marques Vuitton, Diesel, ou Abercrombie,. Décontenancée face à la rudesse du milieu de la mode, elle abandonne ce métier après un échec concernant le contrat d'une grande marque de parfum et se met à écrire.
En février 2016, Loulou Robert publie son premier roman intitulé Bianca aux éditions Julliard,. En avril 2017, elle publie son deuxième roman Hope.
En novembre 2017, Loulou Robert publie Mue, un recueil de dix nouvelles préfacé par la journaliste et écrivaine Leïla Slimani, aux éditions Holiday Deluxe.
En septembre 2020, paraît Zone grise, où elle raconte les viols que lui a fait subir le photographe de mode David Bellemere quand elle avait 18 ans,.

## Œuvre
- Bianca, Paris, Éditions Julliard, 2016, 208 p. (ISBN 978-2-260-02941-0, lire en ligne)
- Hope, Paris, Éditions Julliard, 2017, 252 p.  (ISBN 978-2-260-02976-2)
- Mue (nouvelles), Paris, Holiday Deluxe, 2017
- Sujet inconnu, Paris, Éditions Julliard, 2018, 252 p.  (ISBN 978-2-260-03246-5)
- Je l'aime, Paris, Éditions Julliard, 2019, 270 p.  (ISBN 978-2260052975)
- Zone grise (récit), Paris, Flammarion, 2020
- Déshumaine (roman), Paris, Gallimard, 2025